# 公共責任
公共責任的範圍應為公領域的、公民的、社會的共同責任，公民是以社會成員的身分存在，在面對國家政治和社會利益的問題時，會超越私民的身分，而以社會人、公民的身分來考量各種利益以解決問題。
一些觀點認為，不獨政府機構和營利機構，非營利機構等非政府組織，也有其社會責任存在，單單有著善意，不代表這組織能負起社會責任，而近來對非政府組織的社會責任的關注也在增加。換句話說，有理由認為，非營利機構等各種非政府組織，和所有其他團體與個人一樣，必須要對自己所說的和所做的負起責任。

## 民主社會下的權利與責任
在憲政民主社會中，國家的憲法保障個人追求私人利益的自由，但是這種追求個人幸福或自我實現的基本自由，應基於維持健康、尊重的社會，若社會中的個體為了追求私人利益、而不顧他人利益，可能危害社會秩序與穩定時，最後連個人的自由權都不能確保了。所以公共責任顧及的是公共利益的完成，致使社會中的所有成員皆得以完成集體的自我實現。責任的概念，在一個社會契約的脈絡下，可以用對社會盡義務的概念來說明。每個社會都承認它對其成員有所義務，而其成員對它也有應盡的義務。公共責任即為在社會脈絡中社會與公民相互應盡之責任義務。

## 法律上的公共責任
現代化的權利與義務，要求公民明確意識到自己基於公民的身分，享有權利並負有相應的義務；同時公民的權利內容與行使方式、義務與責任的內容及屢行方式，則由國家憲法和法律加以規定並實施；而公民的權利與責任是平等的，沒有人享有特權。

## 道德意識上的公共責任
公共責任除了以法律上的意涵解釋之外，更進一步為意識上的責任概念，如身為一國的公民或身為社會的成員，為了國家社會之公共利益，就必須承擔一定的責任。又如身為一個團體、社群中的一份子，為達團體社群之公共利益，每一份子皆有其必須承擔的義務與責任。

## 公民社會與公共責任

### 公民社會
公民社會是非以國家為中心的社會整合，由各類的志願性組織社團（如社區、社群、團體）自由組成的一個複合網絡，不同於國家正式的政府組織，即是由社會中的個體所創立和操作的公共領域。

### 公民社會裡的公共責任
在一個憲政民主的公民社會中，民主公民有權利及義務透過公民社會組織或社團去參與社會公共事務。此種公民參與不僅是一種權利，亦為公民的一種義務、一種公共責任。
在公民社會裡，人民從社區實際事物中學習民主運作，社區本身對公共事務擁有相當資源與決策權，人民在參與當中凝聚社區意識，健全現代社會的民主基層細胞，鞏固國家民主。此為一種下而上（草根、基層、社區本位、非政府組織）的支持系統，由地方、地區到全國性的非政府組織，提供各種管道向公職人員或民意代表表示公民的需求意願與興趣，公民所關心的事務轉變為公共政策。它不同於菁英政府的民主社社會上而下的制度。如此一來，基層的公民團體經由公民參與的歷程，形成一股與國家政府的抗衡之力。而公民社會成為公共利益的守護者。

### 公共責任促成公民社會，公民社會強化公共責任
公民社會中的公共責任是所有公民應盡的義務，它促成了公民社會的形成。參與社會事務時，公民必須具備民主公民的知識、技能與德行，當公民在實際參與事務的過程中，學習民主，也同時增加、深化了對社會的公共責任感。

## 公共責任與社區大學

### 形成公民社會從公民教育著手
公民社會的形成，有賴公民教育的落實。公民教育除了在一般教育體制內實行之外，更應從社會內部本身深植。推動社會運動的精神人物黃武雄教授在多年前即提出開放公共領域的方法以促成公民社會。而開放領域的第一步為推動公民投票，第二即為全面設立社區大學。

### 全面設立社區大學以形成公民社會
社區大學的成立有一目標，即培養公民參與能力，創造一公民社會。亦即培養社區中的人民對於公共事務能有參與感，有能力投入並且主動關心社區未來，積極擔負身為社區一份子、身為公民的責任。社大促進公民社會形成即落實公民公共責任之進行。

### 社區大學培養公民參與促進公共責任
在社區大學的運作實務層面，則由課程、社團、及活動著手，開闊學員視野，關心公共事務，提升批判能力，進而培養學員的公民參與能力。透過社區參與、社區決策，以及社大內開放討論，思辯批判，提升公民政治素養，形成現代堅實民主基礎之民間力量。

### 以永和社區大學為例
以永和社區大學為例，在規劃課程初時，即設定幾門學術課程與社團活動的宗旨以培養學員公民參與。
1. 發展性社團：發展性社團以公共事務為主，由學員自行組織，推展社區總體營造、培養公共參與能力；
2. 學術性課程：學術性課程以探討根本問題為目標，內容含括人文學、自然科學、社會科學，冀求提高公民素質。
3. 校務由行政、教師學員共同經營：同時，在永和社大2000年通過的校務章程中明示社區大學的學員、講師與行政人員共同經營校務，因此三者皆有經營校務之公共責任，有義務參加校務會議、授課檢討、教學評鑑、擔任義工、參加與協助公共論壇等學校活動。
4. 公共論壇時間：另外還有學術課程公共論壇，要求社大學員每月至少參加一次，課程多為社會性議題、公共參與、社區營造等內容，透過個人對生活體驗與公共事務之反思、討論，調整價值思考模式，學習參與關心社區、學校、及社會事務，並勇於發聲，以達培養公民參與之目的。